# Bulbophyllum discilabium
Bulbophyllum discilabium là một loài phong lan thuộc chi Bulbophyllum.